# Кестеново
Ке́стеново (болг. Кестеново) — село в Тирговиштській області Болгарії. Входить до складу общини Омуртаг.

## Населення
За даними перепису населення 2011 року у селі проживали 297 осіб.
Національний склад населення села:
| Національність   | Кількість осіб | Відсоток |
| ---------------- | -------------- | -------- |
| турки            | 187            | 63,4%    |
| цигани           | 105            | 35,6%    |
| інша             | 0              | 0%       |
| Всього відповіли | 295            |          |

Розподіл населення за віком у 2011 році:
Динаміка населення: